# مورتال کامبت ۲
مورتال کامبت ۲ (به انگلیسی: Mortal Kombat II) یک بازی ویدئویی به سبک مبارزه‌ای و دومین قسمت در سری بازی‌های مورتال کامبت است که توسط میدوی گیمز در سال ۱۹۹۳ میلادی بر روی آرکید عرضه شده‌است و بعد از آن بر روی سیستم‌های بسیاری از قبیل سگا سترن، سگا گیم جیر، سگا مگا درایو، سگا مستر سیستم، سوپر نینتندو، گیم بوی، آمیگا و پلی‌استیشن منتشر گردیده‌است.
مورتال کامبت ۲ بسیار مورد تحسین منتقدین قرار گرفت و موفقیت‌های چشمگیر تجاری نیز به همراه داشت.

## داستان
پس از شکست در برابر لیو کانگ در مسابقهٔ قبلی مورتال کامبت، شانگ تسونگ شرور از اربابش شائو کان — حاکم مطلق اوتورلد و قلمروهای اطراف — التماس میکند تا جانش را ببخشد. او به شائو کان توضیح میدهد که اگر مسابقهٔ بعدی مورتال کامبت در اوتورلد برگزار شود، جنگجویان قلمرو زمین مجبور خواهند شد در خاک دشمن بجنگند. شائو کان با این نقشه موافقت میکند و جوانی و مهارتهای رزمی شانگ تسونگ را به او بازمیگرداند. سپس دعوتنامهای برای رایدن، خدای تندر و محافظ قلمرو زمین، ارسال میشود. رایدن نیز جنگجویانش را جمع کرده و به اوتورلد سفر میکند. این مسابقه بسیار خطرناکتر است، چرا که شائو کان از مزیت میزبانی برخوردار است.  
بر اساس روایت اصلی سری مورتال کامبت، لیو کانگ در این مسابقه نیز پیروز شد و شائو کان و محافظ شخصی او کینتارو را شکست داد. البته در حالت داستانی بازی، میتوان با هر شخصیت قابل بازی به پایان رسید که برای هرکدام پایانهای غیررسمی متفاوتی در نظر گرفته شده است. همچنین در این بازی مشخص میشود که ساب-زیروی اصلی (بی-هان) در بازی اول توسط اسکورپیون کشته شده و برادر کوچکترش کوی لیانگ هویت جدید ساب-زیرو را به عهده گرفته است.

## شخصیت‌های بازی
این بازی شامل ۱۲ شخصیت قابل بازی است:  
شخصیت‌های جدید:  
- باراکا (با بازی ریچارد دیویزیو): فرمانده‌ی جهش یافته از نژاد کوچ‌نشینان اوتورلد که به دستور شائو کان به صومعه‌ی شائولین حمله کرد.  
- جکس (با بازی جان پریش): افسر نیروهای ویژه‌ی آمریکا که برای نجات همکارش سونیا بلید وارد مسابقه می‌شود.  
- کیتانا (با بازی کاتالین زامیار): نینجای زنی که به عنوان آدمکش شخصی شائو کان خدمت می‌کند، اما به کمک مخفیانه به جنگجویان قلمرو زمین مشکوک است.  
- کونگ لائو (با بازی آنتونی مارکز): راهب شائولین و دوست نزدیک لیو کانگ، که به دنبال انتقام شکست اجدادش و نابودی معبد شائولین است.  
- میلینا (با بازی کاتالین زامیار): خواهر دوقلوی کیتانا که او نیز آدمکش شائو کان است و مأموریت دارد وفاداری خواهرش را زیر نظر بگیرد.  
شخصیت‌های بازگشتی:  
- جانی کیج (با بازی دانیل پزینا): بازیگر هالیوودی که به لیو کانگ در سفر به اوتورلد می‌پیوندد.  
- لیو کانگ (با بازی هو سونگ پاک): راهب شائولین و قهرمان مسابقه‌ی قبلی که برای انتقام مرگ برادران معبدش به اوتورلد می‌رود.  
- رایدن (با بازی کارلوس پزینا): خدای تندر که برای متوقف کردن نقشه‌های شائو کان بازمی‌گردد. (در نسخه‌های DOS و کنسول به صورت "Rayden" نوشته شده است.)  
- رپتایل (با بازی دانیل پزینا): محافظ شخصی شانگ تسونگ.  
- اسکورپیون (با بازی دانیل پزینا): شبح جهنمی که برای ترور ساب-زیرو بازمی‌گردد.  
- شانگ تسونگ (با بازی فیلیپ آن، M.D.): جادوگر شروری که پس از شکست در مسابقه‌ی قبلی، با ارائه‌ی نقشه‌ای جدید جانش را نجات داد و جوانی‌اش را باز یافت. او در این نسخه هم قابل بازی است و هم به عنوان ساب-باس حضور دارد.  
- ساب-زیرو (با بازی دانیل پزینا): نینجای مردی با قدرت یخ‌زدایی که ظاهراً در مسابقه‌ی قبلی کشته شده بود، اما به شکلی مرموز بازگشته است.  
باس‌های بازی:  
- کینتارو (استاپ موشن): محافظ شائو کان که برای انتقام شکست گورو فرستاده شده است. او باس نهایی قبل از شائو کان است.  
- شائو کان (با بازی برایان گیلین، صداپیشه استیو ریچی): امپراتور شرور اوتورلد که می‌خواهد قلمرو زمین را فتح کند. او میزبان مسابقه و باس نهایی بازی است.  
شخصیت‌های مخفی:  
- جید (با بازی کاتالین زامیار): نینجای زن سبزپوشی که در برابر پرتابه‌ها مصون است.  
- نوب سیبوت (با بازی دانیل پزینا): نینجای تاریکی که از بازی اول به عنوان "جنگجوی گمشده" حضور دارد.  
- اسموک (با بازی دانیل پزینا): نینجای مردی با لباس خاکستری که از بدنش دود خارج می‌شود.  

سونیا و کانو تنها شخصیت‌های قابل بازی از نسخه‌ی اول هستند که در این قسمت حضور ندارند و فقط در پس‌زمینه‌ی صحنه‌ی "آرنا شائو کان" به صورت زندانی و در زنجیر دیده می‌شوند. دلیل این امر محدودیت فضای ذخیره‌سازی در سخت‌افزار آرکِید آن زمان بود، زیرا نظرسنجی‌ها نشان داد که این دو شخصیت کمترین انتخاب بازیکنان بودند، بنابراین برای اضافه شدن شخصیت‌های جدید حذف شدند.